# Cryptomastax comoroensis
Cryptomastax comoroensis är en insektsart som beskrevs av Marius Descamps 1971. Cryptomastax comoroensis ingår i släktet Cryptomastax och familjen Euschmidtiidae. Inga underarter finns listade i Catalogue of Life.